# Frank Schauseil
 Frank Schauseil (* 1967 in Dresden) ist ein deutscher Bildhauer.

## Leben

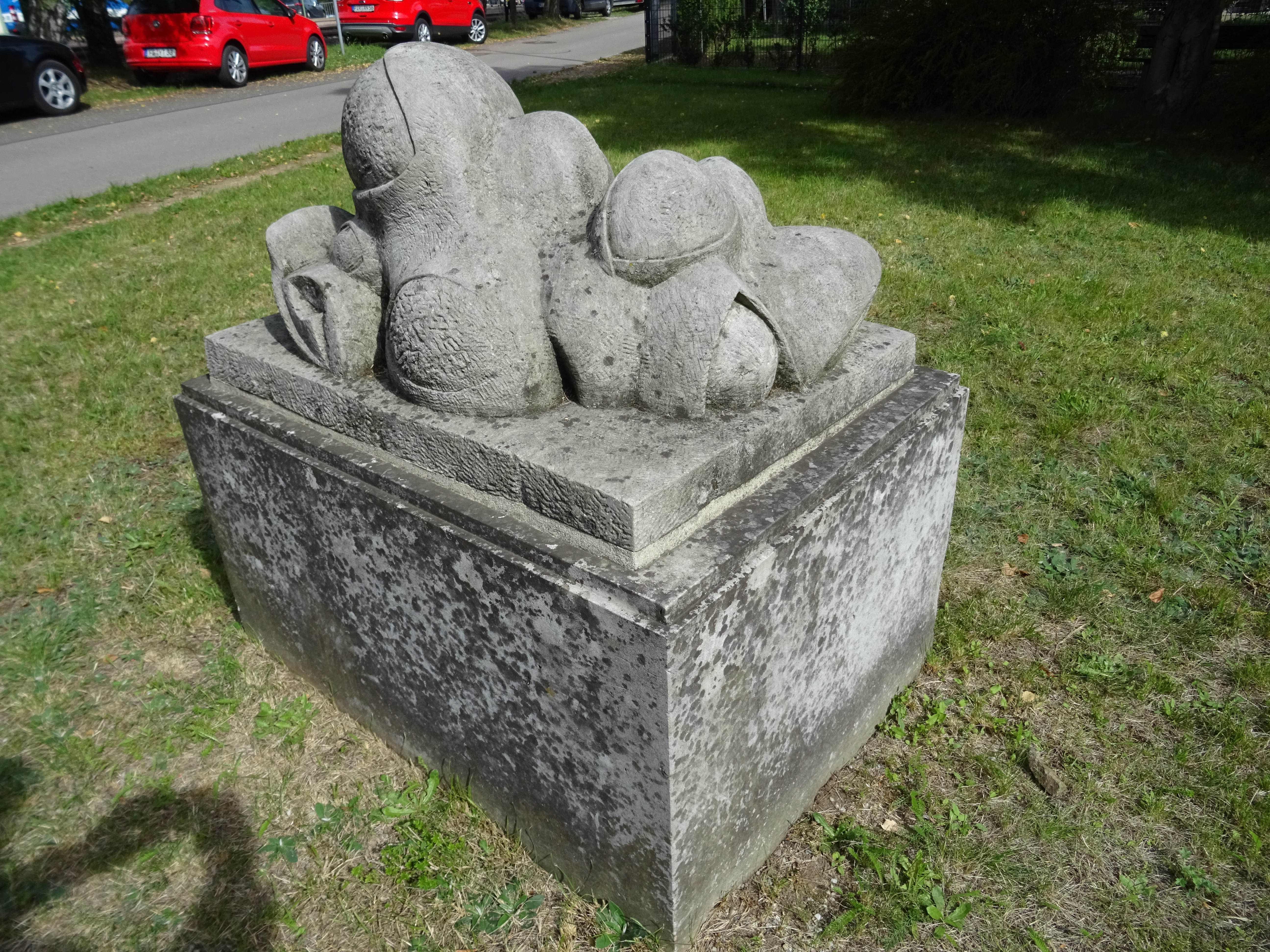
Cumulus, 2011, Moritzburg

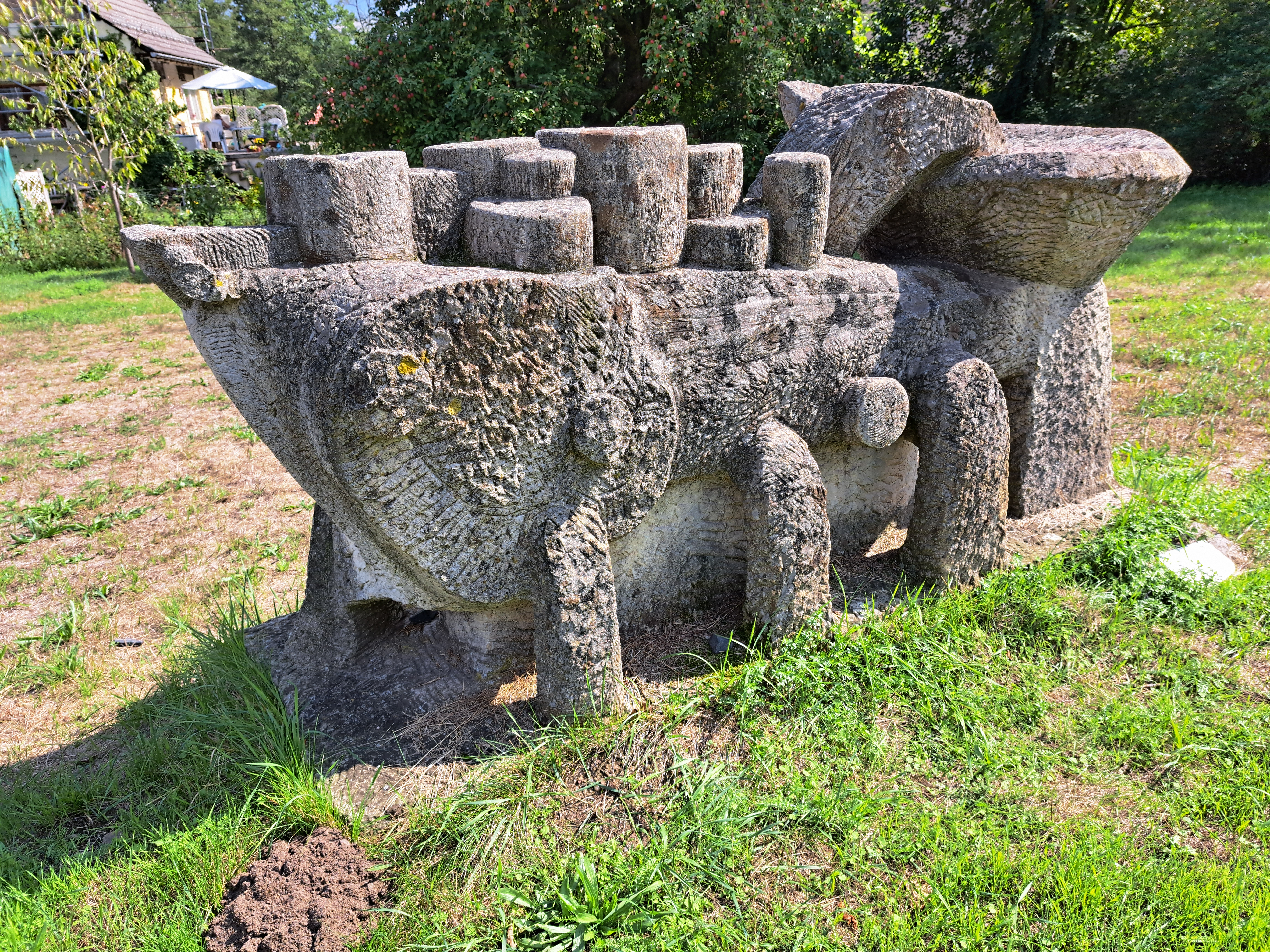
Tamagochi, 2002, Moritzburg

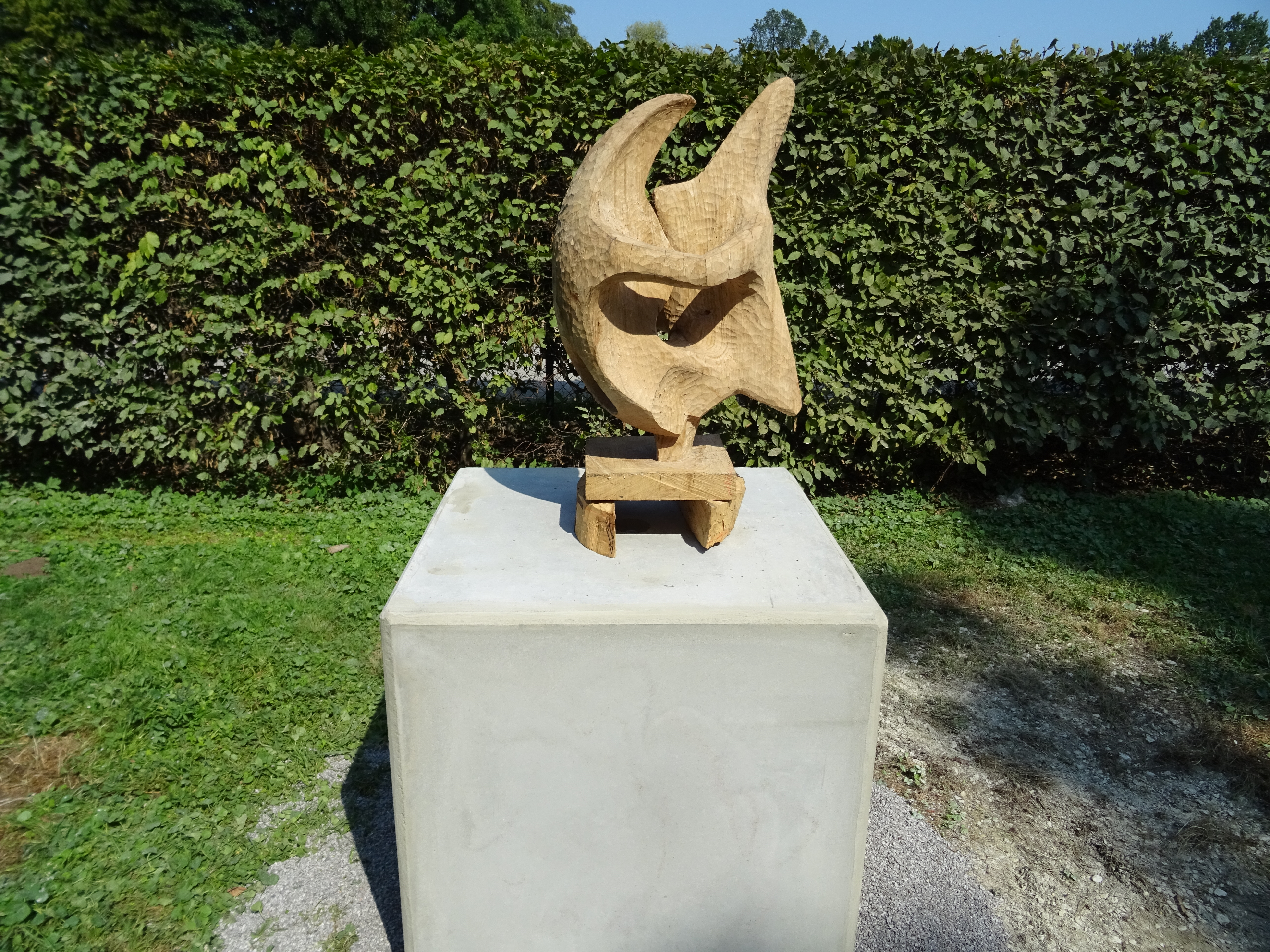
Wiederklang, 2019, Moritzburg

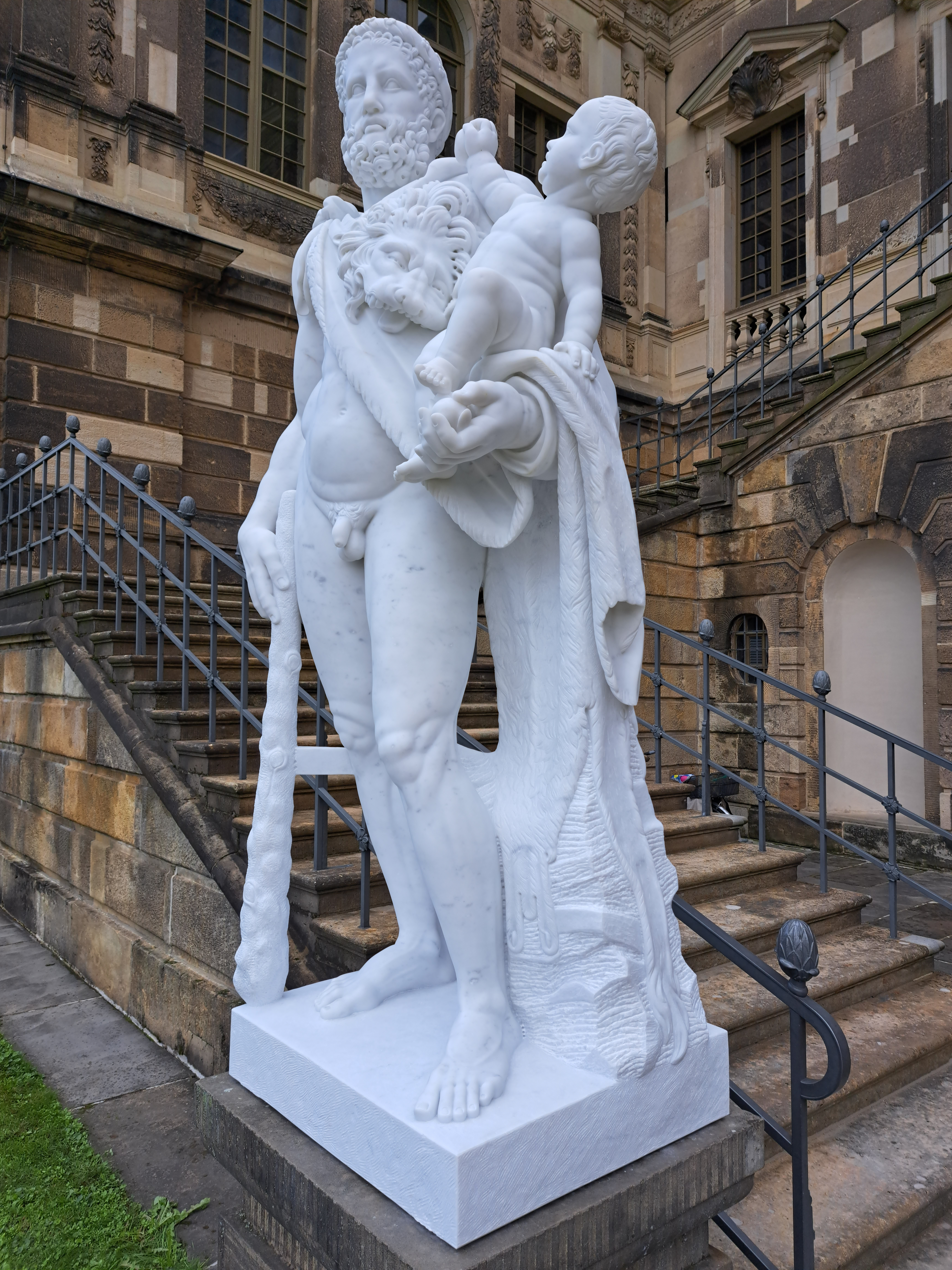
Herkules mit seinem Sohn Telephos, 2022, Palais Großer Garten

Frank Schauseil wurde 1967 in Dresden geboren. Dort verbrachte er seine Kindheit und Schulzeit. Von 1984 bis 1986 absolvierte er eine Steinmetzlehre mit erfolgreichem Abschluss im Betrieb „VEB Naturstein Dresden“. Eine weitere Ausbildung zum Steinbildhauer absolvierte er von 1988 bis 1991 in Potsdam-Sanssouci. Von 1993 bis 1999 studierte er an der Hochschule für Bildende Künste Dresden und war Schüler bei Hellmut Heinze. 1999 erwarb er das Diplom bei Martin Honert an der HfbK Dresden. Er ist Mitglied im Künstlerbund Dresden. Frank Schauseil lebt und arbeitet freischaffend in Dresden.

## Ausstellungen

### Einzelausstellungen (Auswahl)
- 1996: Temporäre Skulptur in Moskau, Russland
- 1997: Plastik und Zeichnung, Galerie Brühlsche Terrasse, HfBK Dresden, mit Barbara Wiesner
- 1998: Temporäre Installation in Stavanger, Norwegen
- 1999: Senatssaal der HfBK Dresden, Diplomausstellung
- 2002: Dozentur an der Internationalen Sommerakademie Dresden
- 2007: Endrunde Sächsischer Skulpturenpreis Chemnitz
- 2007: Galerie Budissin, Bautzen, „Großer Garten – Kleine Welt“ mit Cristina Pohl
- 2008: Kunstausstellung Nationalpark Harz
- 2009: art-figura, Beteiligung am 3. Schwarzenberger Kunstpreis
- 2009: Landesbühnen Sachsen, Radebeul, Ich seh etwas was Du nicht siehst mit Mirjam Moritz
- 2010: Über und unter dem Wasser, Alte Wache, Pillnitz,
- 2011: Liturgische Orte, Neue Propsteikirche Sankt Trinitatis, Leipzig
- 2011: Beteiligung am 4. Schwarzenberger Kunstpreis art-figura
- 2011: Kunstgalerie am Weißen Hirsch Prototypen und Unwesen, mit René Weigel
- 2012: 1. Künstlermesse Dresden, Dresden Messegelände
- 2012: Sächsische Kleinplastik Biennale, Oelsnitz
- 2013: Arche - Typen, Schul- und Bethaus Altlangsow e.V., mit Bernd Kerkin
- 2013: Gera = leise, gurgelndes Wasser, Kunstzone M 1, Gera
- 2013: Dresden, Ausstellung des Künstlerbundes Dresden e. V.
- 2014: Strudel , Galerie Kunstlade Zittau
- 2014: 3. Künstlermesse Dresden, Dresden Messegelände
- 2016: Nomaden, Drewag-Treff WTC Dresden
- 2018: Poeten, Schloss Gohlis, Leipzig
- 2019: Fotografie und Plastik, Galerie Felix, Dresden, mit Roland Nagel
- 2019: Fotografik und Plastik, Galerie 2. Stock, Wernigerode, mit Hartmut Opitz

### Gemeinschaftsausstellungen (Auswahl)
- 2005: Schloss Lanke, Berlin, Let`s go Lanke
- 2005: Große Sächsische Kunstausstellung, Leipzig
- 2007: Palais Großer Garten Dresden, Ansichten mit Niklas Klotz, Tom Lange, Jan Großmann und Peer Hoffmann[3][4]
- 2009: Art Salon, art’ bureau Dresden
- 2011: 18. Leipziger Jahresausstellung, Leipzig
- 2011: Kunstlandstrich, Hoyerswerda
- 2012: Haut, Gera, Galerie M1 - Kunstzone
- 2012: Oben – Kunst und Raum, Meißen, Albrechtsburg
- 2012: Sommer 12, Galerie Sybille Nütt, Dresden
- 2012: Haut, Gera, Galerie M1 - Kunstzone
- 2012: Oben – Kunst und Raum, Meißen, Albrechtsburg
- 2013: Das Neueste aus Dresdner Ateliers, Johannstadthalle
- 2013: Besucher, Galerie ART IN, Meerane
- 2013: Fragen verboten, Skulpturensommer, Pirna
- 2014: Sommer 14, galerie Sybille Nütt
- 2014: Winter 14, Galerie Sybille Nütt, Dresden
- 2014: Zwei, Sächsische Porzellanmanufaktur Dresden
- 2015: Observation, Johannstadthalle Dresden
- 2015: Ziegelwerke, Technologiezentrum Freital, mit J. Lehmann, K. Grunert, P. Hoffman, O. Stoy[5]
- 2016: Elbe, Meißen Albrechtsburg, Ausstellung des Künstlerbundes Dresden e.V.
- 2016: Winter 16, Galerie Sybille Nütt
- 2017: Nachtgeschichten, Schloss Klippenstein
- 2017: art-figura, Schwarzenberg
- 2018: 1818 Zeitsprung 2018 zu Caspar David Friedrich Festung Königstein/Magdalenen Burg
- 2020: 30 Jahre Künstlerbund Dresden e. V. – 60 Perspektiven, Dresden, Städtisches Museum
- 2020: A VIER MAL DREI Mail Art Projekt des Künstlerbundes Dresden zum 30-jährigem Jubiläum, Dresden, Kulturrathaus
- 2021: Palais Sommer, Skulpturenausstellung am Japanischen Palais, Dresden[6][2]

## Wettbewerbe
- 2017: 1. Preis Skulptur Gittergeflecht Wettbewerb Kunst am Bau, Neubau Forschungsgebäude in Dresden-Johannstadt

## Bildhauersymposien
- 1995: Bronzeplastiksymposium in Rostock
- 2002: 1. Internationales Bildhauersymposium Moritzburg[7]
- 2011: 5. Internationales Bildhauersymposium Moritzburg[8]
- 2018: Bildhauersymposiom Neuzelle[9]
- 2019: 9. Internationales Bildhauersymposium Moritzburg

## Werke (Auswahl)
- 2002: Tamagochi, Cottaer Sandstein. Standort: Käthe-Kollwitz-Haus Moritzburg.
- 2003: Brunnen, Rothbacher Sandstein, Stadt Mühlberg/Elbe.
- 2005: Alter Zephyr, Marmorfigur, Park Sanssouci[10]
- 2006: Metamorphose. Modell für das Finanzamt Meißen-Riesa. Kokons aus Keramik mit Glasur, Schmetterlinge aus Aluguss. Nicht realisierter Wettbewerb.
- 2011: Cumulus, 5. Internationales Bildhauersymposium Moritzburg 2011
- 2013: Tower Zeitenströmung Dresden-Neustadt. Kupferblech auf Holzkonstruktion, Glaskuppeln beleuchtet. Höhe 320 cm. Nicht realisierter Ankauf.
- 2017: Gittergeflecht. Neubau Forschungsgebäude TU Dresden und der Helmholtzgemeinschaft in Dresden-Johannstadt. Aluguss, 17-teilig, verschweißt mit Bolzen, lackiert. Breite 410 cm.
- 2019: Rasenstück. Modell für den Neubau des Forschungsgebäudes für das Deutsche Zentrum für integrative Biodiversitätsforschung (iDiv), Leipzig.
- 2019: Rasenstück 410 cm. Kupferblech hartgelötet, beleuchtet. Nicht realisierter Wettbewerb.
- 2021: Wiederklang, 9. Internationales Bildhauersymposium Moritzburg
- 2022: Herkules mit Keule und Löwenhaut mit seinem Sohn Telephos, Marmor, Palais Großer Garten Dresden[11][2]

### Publikationen
- Jan Großmann, Peer Hoffmann, Niklas Klotz, Tom Lange, Frank Schauseil: Ansichten. Dresden 2007.
- Frank Schauseil: Frank Schauseil. Dresden 2010
- Frank Schauseil: Vom Jagen und Sammeln. Dresden 2018.